# 목빗근
목빗근(sternocleidomastoid muscle), 또는 흉쇄유돌근은 가장 크고 가장 얕은 쪽에 위치한 목의 근육 중 하나이다. 목빗근의 주요 작용은 머리를 반대쪽으로 돌리는 것과 목을 굽히는 것이다. 목빗근은 더부신경의 지배를 받는다.
Sternocleidomastoid라는 이름은 이 근육이 복장뼈(sterno-)자루와 빗장뼈 (cleido- )에서 시작하여 머리뼈 중 관자뼈의 꼭지돌기에 닿기 때문에 붙여진 이름이다.

## 구조
목빗근은 복장뼈의 자루와 빗장뼈 두 곳에서 일어난다.  이후 목의 측면을 가로지르며 비스듬히 이동하고 얇은 널힘줄에 의해 관자뼈의 꼭지돌기에 닿는다. 모양은 중앙이 두껍고 좁으며 양쪽 끝이 넓고 가늘다.
복장갈래(sternal head)는 둥근 근육 다발로, 앞쪽은 힘줄이 있고 뒤쪽은 힘살이 많으며, 복장뼈자루 앞면의 위쪽 부분에서 일어난다. 복장갈래는 위쪽, 가쪽, 뒤쪽으로 주행한다.
빗장갈래(clavicular head)는 힘살이 많은 널힘줄 성분의 섬유로 구성되어 있으며 빗장뼈 안쪽 1/3의 위쪽 앞면에서 일어나 거의 수직으로 위쪽을 향해 주행한다.
복장갈래와 빗장갈래는 삼각형 모양의 간격(작은빗장위오목, lesser supraclavicular fossa)에 의해 시작점에서는 서로 분리되어 있지만 목 중간 아래부터는 점차 서로 섞여서 두껍고 둥근 근육을 형성하며 강한 힘줄과 얇은 널힘줄에 의해 닿는 곳에 붙는다. 강한 힘줄이 닿는 곳은 꼭지돌기 가쪽면의 꼭대기에서 위쪽 경계까지이며, 얇은 널힘줄이 닿는 곳은 뒤통수뼈의 위목덜미선 중 가쪽 절반이다.

### 신경 분포
목빗근은 같은 쪽의 더부신경의 지배를 받으며 더부신경은 운동신경 섬유로만 분포한다. 목신경얼기는 둘째목신경과 셋째목신경의 일차 앞가지에서 고유감각을 포함한 감각을 수용한다.

### 변이
목빗근의 빗장갈래는 변이가 다양하다. 어떤 경우에는 빗장갈래가 복장갈래만큼 좁을 수 있다. 다른 경우에서는 폭이 7.5 밀리미터 (0.30 in)까지 클 수 있다.
빗장갈래가 넓을 때는 때때로 빗장갈래가 좁은 간격을 두고 서로 떨어져 있는 여러 개의 작은 섬유들로 더 나눠져 있을 수 있다. 더 드물게는 목빗근과 등세모근의 인접한 가장자리가 서로 맞닿는다. 이로 인해 뒤목삼각이 없을 수 있다.
빗장위근(supraclavius muscle)이라는 일반적으로 존재하지 않는 근육은 목빗근 뒤의 복장뼈자루에서 일어나 목빗근 뒤를 지나 빗장뼈 윗면으로 주행한다. 이런 주행 경로는 빗장밑근과 대칭적이다.

## 기능
이 근육의 기능은 머리를 반대쪽으로, 또는 비스듬히 회전시키는 것이다. 또한 목을 굽힌다. 근육의 양쪽이 함께 작용하면 목을 굽히면서 머리를 젖힌다. 한쪽만 혼자 작용하면 머리가 작용한 목빗근과 반대쪽으로 회전하고 같은 쪽에선 옆으로 굽는다.
또한 목갈비근과 함께 호흡을 보조하는 근육으로 작용한다.

### 수축
목빗근을 수축 또는 이완시키는 과정은 더부신경(뇌신경 XI)에서 시작된다. 더부신경핵은 C1-C3 주변의 척수 앞뿔에 존재하며 여기에서 아래운동신경세포(lower motor neuron) 섬유가 시작한다. 더부신경핵에서 시작한 신경 섬유는 위쪽으로 이동하여 큰구멍(foramen magnum)을 통해 머리뼈 안으로 들어간다. 신호가 척수 앞뿔의 더부신경핵에 도달하면 빗장뼈 근처 근육 섬유들의 운동 종말판(motor endplate)으로 운동 신호가 전달된다. 아세틸콜린은 시냅스 이전 신경세포의 소포에서 유리되어 시냅스틈(synaptic cleft)을 넘어가 시냅스 이후 신경세포의 수용체에 결합한다. 아세틸콜린은 휴지전위 상태이던 막전위를 -55mV 이상으로 증가시켜 활동전위를 발생시키고, 활동전위는 근육섬유를 따라 계속 전달된다. 근육섬유를 따라서는 근육섬유 내부로 활동전위를 전파시키기 쉽게 만드는 T세관(T tubule)의 입구가 존재한다. T세관은 근소포체와 만나며 T세관을 통해 전달된 활동전위에 의해 근소포체에서는 칼슘 이온을 방출한다. 이 결과 가는 필라멘트에서 트로포닌과 트로포마이오신이 움직이고, 마이오신 머리가 가는 필라멘트를 따라 움직이게 된다. 마이오신 머리가 움직이면 목빗근 수축이 일어난다.

### 해부학적 기준선

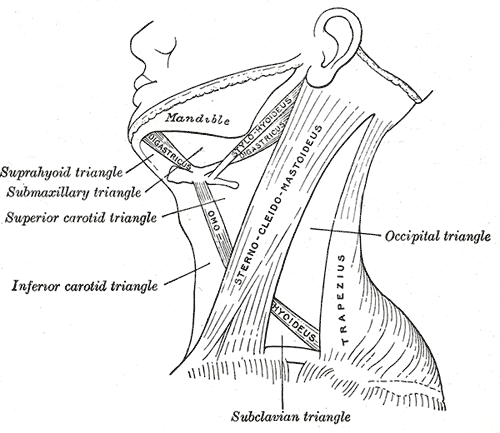
목의 삼각형과 같은 주변 구조물들에 표시를 남긴 목빗근의 그림.

목빗근은 같이 더부신경이 분포하는 등세모근과 함께 목의 깊은근막 내에 있다. 목빗근은 두꺼워 목의 중요한 기준선 역할을 한다. 목을 크게 앞목삼각(목빗근 앞)과 뒤목삼각(목빗근 뒤)으로 나누어 림프절과 같은 구조물들의 위치를 정의하는 데 도움이 된다.
온목동맥, 더부신경, 팔신경얼기와 같은 많은 중요한 구조물들이 목빗근과 연관되어 있다.

## 임상적 중요성
목빗근 검사는 뇌신경검사의 일종이다. 사람이 머리를 움직이면 그 반대쪽의 목에서 목빗근의 작용을 느낄 수 있다.
빗장뼈와 목빗근의 복장갈래와 빗장갈래가 이루는 삼각형은 중심 정맥 도관술에서 정맥의 정확한 위치를 식별하는 데 지표로 사용된다.
목빗근의 수축은 기운목(사경, torticollis)이라고 하는 질환을 유발하며, 기운목에는 여러 가지 원인이 있을 수 있다. 기운목은 수축한 목빗근 쪽으로 머리가 기울어지는 질환이다. 치료에는 수축한 목빗근을 늘리고 반대쪽 근육을 강화하는 물리치료가 있다. 선천성 기운목은 원인불명이거나 출산 시 외상에 의한 덩어리나 종괴에 의한 것일 수 있다. 이런 덩어리는 근육을 따라 촉진될 수 있다.

## 역사

### 어원
'Sternocleidomastoid'라는 이름은 복장뼈(sterno-)자루와 빗장뼈(cleido-)에서 시작하여 관자뼈의 꼭지돌기에 닿기 때문에 붙여진 이름이다.

## 참고 문헌
이 문서는 현재 퍼블릭 도메인에 속하는 그레이 해부학 제20판(1918) page 390의 내용을 기초로 작성된 글이 포함되어 있습니다.